# Jetalliance
Jetalliance war eine österreichische Fluggesellschaft mit Sitz in Kottingbrunn, die sich auf Geschäftsflüge spezialisiert hatte.

## Geschichte
Lukas Lichtner-Hoyer gründete 1989 die AVIA Consult Flugbetriebs-GmbH, da er feststellte, dass im Bereich Business Aviation zu wenig gute Angebote zur Verfügung standen. Sieben Jahre später gründete Frank Stronach die Magna Air Luftfahrt GmbH, welche eine hundertprozentige Tochtergesellschaft darstellte. Es wurden je ein Jet vom Typ Falcon 900B und Cessna Citation V Ultra gekauft.
Bis 1999 wurden noch sechs weitere Jets gekauft, unter anderem auch ein Learjet. Im Jahr 2000 ging die Gesellschaft an die Börse und wurde auf den Namen Jetalliance Flugbetriebs AG umbenannt. Lukas Lichtner-Hoyer (CEO) erhielt zuerst alle Aktienanteile, jedoch verkaufte er 25 % der Anteile an Norbert Winkler, welcher dadurch zum Vorstandsmitglied wurde. Ab 2002 expandierte das Unternehmen in Richtung Osten und erwirbt die ersten Langstreckenflugzeuge vom Typ Gulfstream IV, Gulfstream V und McDonnell Douglas MD-83 VIP.
2004 wurde das Schwesterunternehmen AC Aircraft Sales & Consulting gegründet, welches hauptsächlich neue Flugzeuge vom Hersteller Cessna vertreibt. Weiters werden auch gebrauchte Flugzeuge aller Hersteller vertrieben. Im selben Jahr kaufte Jetalliance eine Boeing 737 VIP mit 40 Sitzplätzen und errichtete neue Stützpunkte in Bulgarien, England, Kuwait, Rumänien, Russland und der Ukraine.
2005 bestellte das Unternehmen 20 neue Businessjets, die beginnend mit dem Jahr 2006 ausgeliefert wurden. Um seinen Bekanntheitsgrad zu steigern, wurde das Jetalliance Racing Team gegründet. Im Jahr 2006 wurde die JA Flugschule am Flugplatz Vöslau durch die Austro Control als Ausbildungseinrichtung zugelassen.
2007 wurde das Unternehmen wieder in eine GmbH umgewandelt und die Anzahl der Vorstandsmitglieder wurde auf drei erweitert. AC Aircraft Sales und Consulting GmbH wurde von Cessna nach dem Verkauf von 65 Businessjets zum erfolgreichsten internationalen Händler ernannt.
Im November 2012 meldete das Unternehmen Insolvenz an, die Forderungen betragen rund EUR 28,9 Mio. Im Oktober 2013 wurde beschlossen, das Unternehmen zu schließen und aufzulösen.

## Flotte
Mit Stand Juli 2013 bestand die Flotte der Jetalliance aus fünf Flugzeugen:
- 1 Bombardier Challenger 300
- 1 Cessna Citation CJ1
- 1 Cessna Citation CJ2
- 1 Cessna Citation Excel
- 1 Cessna Citation X